# Rich Froning Jr.
Richard Froning Jr. (Mount Clemens, Míchigan, 21 de julio de 1987) es un atleta profesional de CrossFit estadounidense conocido por lograr la primera posición en los CrossFit Games de 2011, 2012, 2013 y 2014, siendo la primera persona en ganar el título al Hombre más en forma del mundo (Fittest on Earth) cuatro años seguidos.

## Biografía
Froning nació en Mount Clemens, Michigan. Luego se mudó a Cookeville, Tennessee, donde actualmente reside. Asistió al Cookeville High School donde jugaba a béisbol. También participó en el equipo de fútbol americano. Después de graduarse en 2005, Froning recibió una beca para el Walters State Community College. Poco después, decidió terminar su carrera de béisbol y comenzó a trabajar en el Departamento de bomberos de Cookeville, mientras continuaba estudiando ciencias del deporte en la Universidad Tecnológica de Tennessee.
Mientras trabajaba en el departamento de bomberos comenzó a interesarse por el CrossFit, para terminar debutando en 2010 como entrenador y competidor de este deporte, convirtiéndose en un atleta histórico de los CrossFit Games.

## Carrera profesional

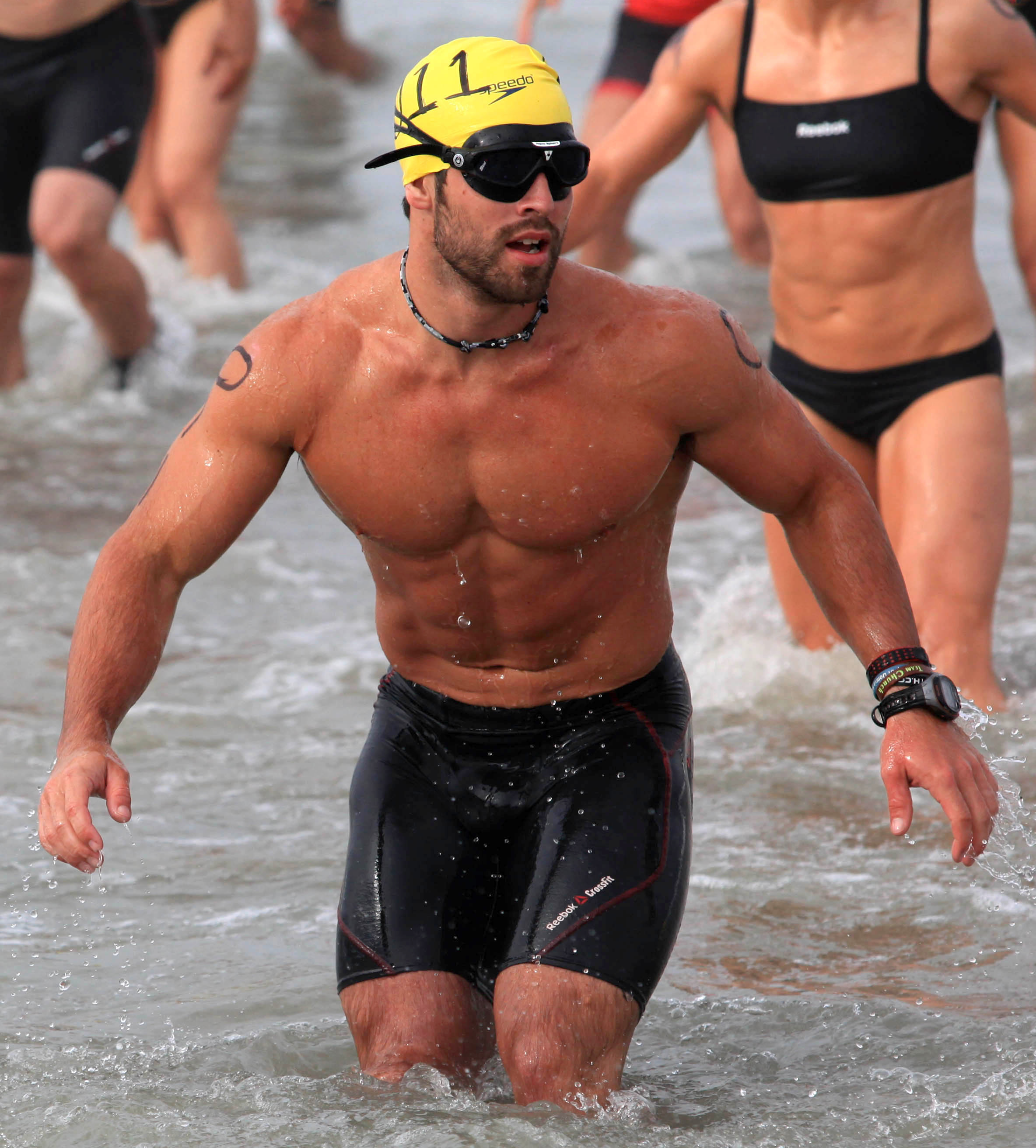
Rich Froning en los Crossfit Games 2012

En 2010, Froning se clasificó para los Regionals de la zona East Regional (Zona Este de Estados Unidos) donde ganó y se consiguió el pase a los CrossFit Games del mismo año. En su debut quedó en segundo lugar después de una aplastante derrota en la prueba de trepar por la cuerda, ya que se trataba de una prueba nueva que no habían practicado muchos de los participantes. Al año siguiente Froning ganó los CrossFit Games, tomando el título de El hombre más en forma del mundo (Fittest on Earth), ganando nuevamente en 2012, 2013 y 2014.

### De individual a equipos
En 2015, el atleta estadounidense pasó a competir en la modalidad de equipos junto a Matt Hewett, James Hobart, Lauren Neal, Kristin Reffett y Elly Kabboord bajo el nombre de CrossFit Mayhem, representando al propio box de Froning situado en Cookeville, Tennessee. Ese mismo año se proclamaron campeones de los CrossFit Games 2015, continuando así en 2016, 2018 y 2019 con variaciones en los miembros del equipo durante este tiempo. Por desgracia, no pudieron conseguir la racha de cinco victorias consecutivas al quedar en segunda posición en los CrossFit Games 2017.

### Froning no volverá a competir en individual
Así fueron las declaraciones que realizó el tetracampeón del mayor evento de CrossFit en una entrevista con el youtuber Craig Richey, donde comentó que desde que compitió por equipos ya no le motivaba seguir compitiendo en solitario. Froning expresó que tras ganar cuatro veces consecutivas la competición como individual, solo le motivaba continuar luchando por equipos junto a sus compañeros y que su intención era seguir compitiendo durante muchos años más.

Todavía amo entrenar, competir y hacer lo que hago en mi vida. Pero ahora me siento completo haciéndolo por equipos.
Rich Froning Jr.

## Palmarés
| Año         | Games   | Regionales                        | Open (mundial)                    |
| ----------- | ------- | --------------------------------- | --------------------------------- |
| 2010        | Segundo | Primero                           | —                                 |
| 2011        | Primero | Octavo (En equipo, Central Este)* | Tercero                           |
| 2012        | Primero | Primero (Central Este)            | Primero                           |
| 2013        | Primero | Primero (Central Este)            | Primero                           |
| 2014        | Primero | Primero (Central Este)            | Primero                           |
| 2015 Equipo | Primero | Primero (Central)                 | Cuarto (Segundo Individual)       |
| 2016 Equipo | Primero | Primero (Central)                 | Tercero (Segundo Individual)      |
| 2017 Equipo | 2nd     | Primero (Central)                 | Cuarto (Decimoprimero Individual) |
| 2018 Equipo | Primero | Primero (Central)                 | Tercero (Décimo Individual)       |

| Workout        | Tiempo            |
| -------------- | ----------------- |
| Fran           | 2:13              |
| Helen          | 0:00              |
| Grace          | 1:11              |
| Filthy 50      | 0:00              |
| Fight Gone Bad | 508 reps          |
| Sprint 400 m   | 0:00              |
| Run 5k         | 0:00              |
| Técnico        | Peso              |
| Clean & Jerk   | 190 kg (380 lb)   |
| Snatch         | 138,3 kg (305 lb) |
| Deadlift       | 258,5 kg (570 lb) |
| Back Squat     | 215,4 kg (475 lb) |
| Max Pull-ups   | 75 reps           |

## Dieta y entrenamiento
Froning no sigue la dieta paleolítica, la cual es muy popular entre los practicantes de CrossFit. No sigue ningún plan específico de alimentación, prefiere ingerir lo que cree necesario para su cuerpo. Consume mucha mantequilla de cacahuete y leche. Durante el día no consume cantidades excesivas de alimento, en lugar de eso come mucho en la cena y bebe múltiples batidos de proteínas.
Declara ejercitarse varias veces al día y no tomar días libres de entrenamiento, como otros atletas.
Algunos de los métodos usados por Froning son expuestos en su memoria escrita el 2013 First: What It Takes to Win.